# Marie-Octobre
Marie-Octobre ist ein 1958 gedrehter französischer Kammerspiel-Film von Julien Duvivier mit Danielle Darrieux in der Titelrolle als ehemalige Widerstandskämpferin.

## Handlung
Es gibt abgesehen von der abendlichen Ankunft eines Beteiligten vor dem Gebäude nur einen Handlungsort: einen weitläufigen Saal mit prachtvollen Deckenbalken, großem Kamin, hinter einem Vorhang ein Esszimmer und plüschig-heimelige Interieurs in einem ehemaligen Herrenhaus. Die alte Victorine ist immer noch die Haushälterin, die im Hintergrund alles begleitet.
Hier kommt es nach 14 Jahren zu einem ersten Treffen ehemaliger Widerstandskämpfer und zu einer Situation, die von Marie-Hélène und ihrem Geschäftspartner vorbereitet wurde. In diesem Haus, dem Anwesen des früheren Résistance-Kommandanten Castille, war zwischen 1940 und 1944 das Zentrum einer regionalen Widerstandsgruppe gegen die deutschen Besatzer gewesen. Zunächst isst man gemeinsam zu Abend, stellt sich den Zuschauenden mit dem Beruf und der aktuellen Lebenssituation vor und unterhält sich dabei über die „alten Zeiten“. Castille wurde in diesem Raum, kurz vor der Befreiung vor 14 Jahren, von der Gestapo verhaftet und erschossen. Die anderen konnten fliehen und untertauchen. Danach brach das Netzwerk der Résistance in sich zusammen. Auf diese Wiederbegegnung haben Marie-Hélène Dumoulin, die unter dem Decknamen Marie-Octobre einst die treibende Kraft des Widerstandes war und Castille geliebt hatte, und der heutige Besitzer des Anwesens, François Renaud-Picart, gedrängt, weil es für das Treffen eine brisante Information eines deutschen ehemaligen Geheimdienstlers gab, dass das damalige Treffen verraten wurde. Dieser Deutsche konnte sich aber nicht mehr an den Namen des Verräters erinnern. 
Nun soll an diesem Abend endlich diejenige Person entlarvt werden, die einst den Chef der Widerstandsgruppe an die Deutschen verraten hatte.
Ein an die Substanz der Beteiligten gehendes Katz-und-Maus-Spiel der alten Freunde beginnt. Fast jeder beginnt zu mauern, einige der Anwesenden scheinen größere Geheimnisse zu haben, andere wiederum biegen sich ihre Wahrheiten zurecht. Einige der Ex-Widerständler kommen aus verschiedenen Gründen für den Verrat in Frage: bei einem war Eifersucht im Spiel, bei dem anderen die Geldgier, dem anderen wird Feigheit oder eine frühere Beziehung zum Faschismus vorgeworfen. Auch die schnöde Kollaboration mit dem einstigen Feind erweist sich als Motiv. Schließlich bleibt nur noch eine Person übrig, die den Verrat begangen haben könnte. Die verschworene Gemeinschaft von einst hat bereits nach der ersten Eröffnung des Verrats erwogen, den Verräter in ihrem Kreise hinzurichten, lediglich der anwesende Priester stimmt dagegen. Der Schuldige versucht vor einer endgültigen Enttarnung mit Waffengewalt zu fliehen, kann aber wieder gestellt werden. Ausgerechnet die einzige Frau in der Runde vollstreckt das „Todesurteil“. Dann zerreißt sie das erzwungene Geständnis des Ermordeten, ruft die Polizei an und gesteht dieser am Telefon, einen Menschen getötet zu haben.

## Hintergrund
Dieses Drama um Widerstand und Verrat in deren Reihen, spielt im prosperierenden Frankreich Ende der 50er Jahre. Für die mit der Geschichte der Résistance damals fast alle vertrauten Franzosen ist das Thema mit der im Realen unaufgeklärten Geschichte von Jean Moulin und René Hardy, Decknamen Didot, und den zwei Jahren vor der Befreiung 1943/1944 unter deutscher Besatzung und französischem Regime der Kollaboration mit den Deutschen Stellen eng verbunden. Auch der bürgerliche Name der Rolle Marie-Octobres (Dumoulin) weist die Franzosen deutlich darauf hin. Die gegen Hardy bis in jene Jahre wiederholt erhobenen Vorwürfe, wie ein Verrat von ihm kaschiert worden sein könnte, tauchen alle in den Dialogen des Films wieder auf. Dermaßen angeschuldigte/verdächtigte Personen, die im Widerstand aktiv waren, hatten dann kaum eine Möglichkeit, sich von falschen Verdächtigungen zu befreien. Mögliche Zeugen waren tot oder schriftliche Unterlagen wurden wegen der damals notwendigen Konspiration vernichtet. Der im Film thematisierte Selbstmord/Mord eines echten oder falsch beschuldigten Verräters lief letztlich auf dasselbe hinaus. Seine Existenz im Nachkriegsfrankreich war zerstört. Unabhängig von dem Nachweis eines tatsächlichen Verrats – bei Hardy kam es 1947 und 1950 deshalb zu ergebnislosen Gerichtsverhandlungen. Bis heute ist die gesetzlose Épuration – wörtlich Reinigung/Säuberungen, gemeint sind Lynchmorde oder Selbstjustiz gegen Kollaborateure – der direkten Nachkriegszeit ein in Frankreichs Öffentlichkeit umgangenes Thema.

## Produktionsnotizen
Marie-Octobre wurde vom 17. November bis zum 10. Dezember 1958 gedreht und am 24. April 1959 uraufgeführt. In Deutschland lief die 29 Minuten längere synchronisierte Filmfassung am 9. Juli 1959 an und wurde am 29. Juli 1967 erstmals im Fernsehen (ARD) gezeigt.
Die Filmbauten entwarf Georges Wakhévitch, die Dialoge schrieb Henri Jeanson.
2016 wird eine von der Pathé-Stiftung in dem Jahr restaurierte Fassung des Films bei arte gezeigt.

## Kritiken
„Diese Geschichte ist genial, und man sollte schon erstaunt sein, wenn man von Julien Duviviers Film nicht gepackt, begeistert und gefangen ist. Er funktioniert gewiss, und man fällt freiwillig in die kleinen Fallen hinein, die uns der Regisseur auslegt. Aus sportlichen Gründen sucht man nach Lösungen für das Problem und man erarbeitet sich Argumentationen. Aber unsere Aufmerksamkeit bleibt oberflächlich. Wir nehmen lediglich aus der Ferne teil, als Unbeteiligte an einem Drama, das sich vor unsere Augen entfaltet. Wir sind nicht so sehr in diesen Fall involviert, wie wir es bei ‚Die zwölf Geschworenen‘ waren. (…) Als Tatsache bleibt, dass ‚Marie-Octobre‘ sicherlich ein großer Publikumserfolg werden wird. Die von Jacques Robert aufgebaute Spannung und die Lebhaftigkeit der Dialoge von Henri Jeanson lassen die Zuschauer die Schwächen der Geschichte vergessen. Was die Schauspieler betrifft, sind alle ausgezeichnet.“

„Julien Duvivier (‚Unter dem Himmel von Paris‘) hat seinen neuen Film in einer raren Technik gearbeitet: Die Kamera fährt kurz nach Beginn in die Halle einer Villa und verläßt diesen Raum für die Dauer des Films nicht mehr. Dort versuchen eine Frau und neun Männer, denjenigen unter sich zu überführen, der sie 15 Jahre zuvor, als sie alle einer Widerstandsgruppe angehörten, der Gestapo verraten hat. Dabei tauchen Probleme von Schuld und Sühne auf, die sich nicht mit dem gerissenen Schwarzer-Peter-Spiel vertragen, das der Regisseur anzettelt. In dem reißerischen, bald aber auch monotonen Reigen lenkt Duvivier auf jede der Personen Verdacht. Den Wechsel der Konstellation intensiviert er mit einer virtuosen Bildführung, der seine Darsteller (unter ihnen Danielle Darrieux und Bernard Blier) auch in den raffiniert verstreuten Großaufnahmen gewachsen sind.“

„Ein virtuos inszeniertes, vornehmlich auf Dialoge aufgebautes Drama nach dem Muster von Sidney Lumets ‚Die Zwölf Geschworenen‘. Effektvoller, spannender Krimi mit brillanten Darstellern.“